# Xi
Xi, narod iz skupine Mjao-Jao, najsrodniji narodu Ga Mong, nastanjeni (njih oko 1,300) u kineskoj provinciji Guizhou u 21 selu oko grada Kaili. Ostala naselja su im Pingzhai kod Longchanga i Xiangma, Loumiao i Fuzhuang kod Lushana. Njihovo porijeklo je iz Gansua ili Shaanxija. Tijekom 17. i 18. stoljeća bore sa zajedno s narodima Mjao i Ge protiv armija dinastije Qing.  
Odjeća Xi-žena do prije ne tako davnog vremena sastojala se od tradicionalne slikovite nošnje, koja se danas nosi samo u posebnim prilikama
Religija Xia je animizam. Obožavaju duhove drveća i šuma a napose u duha koji stanuje u drvetu ugrađenom u konstrukciju njihovih kuća.

## Vanjske poveznice
- Xi of China